# Camponotus festai
Camponotus festai é uma espécie de inseto do gênero Camponotus, pertencente à família Formicidae.